# Sahnidih
Sahnidih é uma vila no distrito de Dhanbad, no estado indiano de Jharkhand.

## Demografia
Segundo o censo de 2001, Sahnidih tinha uma população de 5802 habitantes. Os indivíduos do sexo masculino constituem 55% da população e os do sexo feminino 45%. Sahnidih tem uma taxa de literacia de 61%, superior à média nacional de 59,5%: a literacia no sexo masculino é de 71% e no sexo feminino é de 49%. Em Sahnidih, 13% da população está abaixo dos 6 anos de idade.